# Peter Knabner

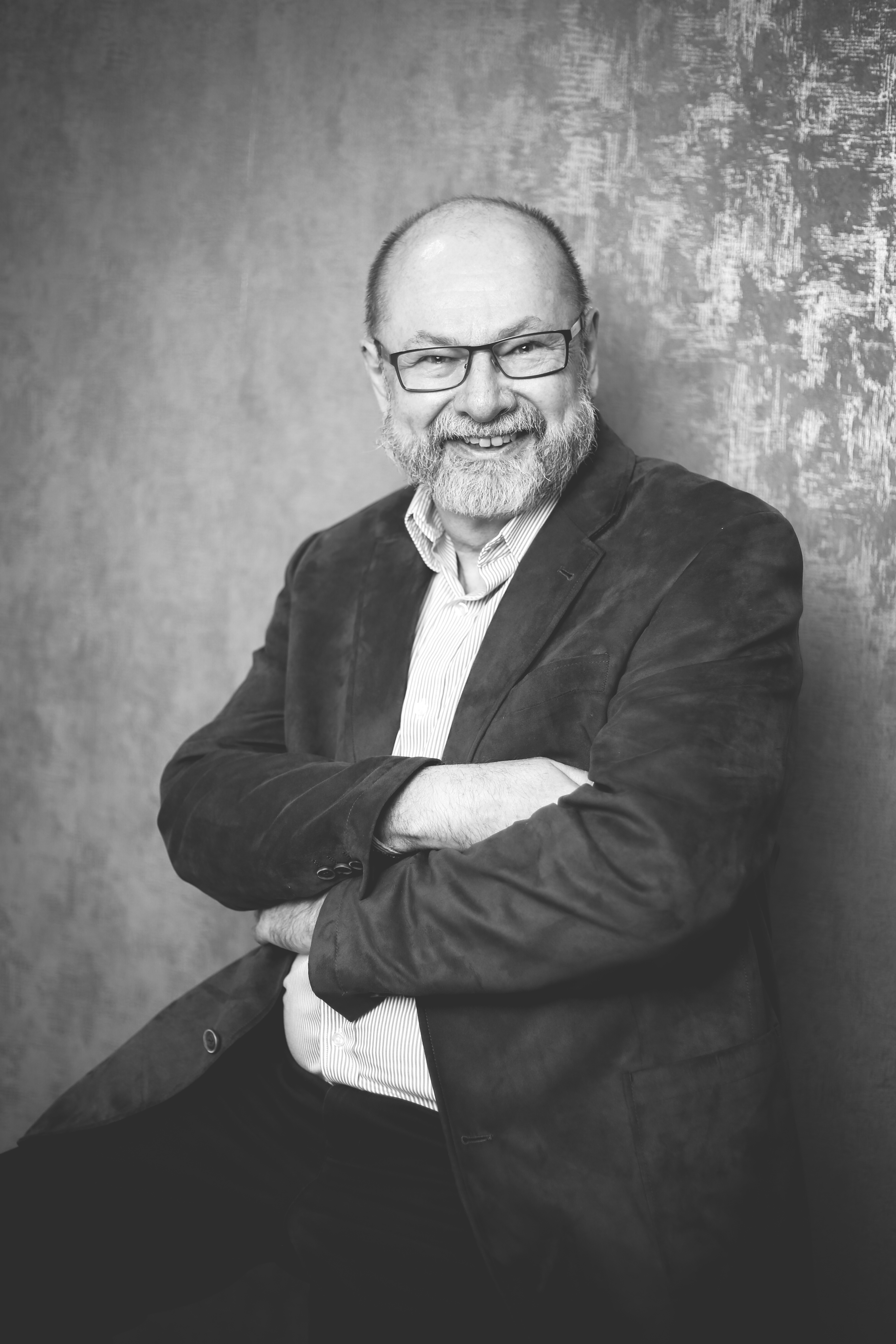
Peter Knabner

Peter Knabner (* 13. April 1954 in Tettau, Oberfranken) ist ein deutscher Mathematiker und war bis 2020 Ordinarius für Angewandte Mathematik an der Friedrich-Alexander-Universität Erlangen-Nürnberg. Seine Arbeitsgebiete sind die Angewandte Analysis und Numerische Mathematik.

## Leben
Nach dem Abitur 1972 in Hamm studierte Knabner Mathematik in Berlin an der Freien Universität Berlin und Informatik an der Technischen Universität Berlin. Nach dem Diplom arbeitete er über inverse Probleme insbesondere bei freien Randwertaufgaben bei Karl-Heinz Hoffmann und wurde 1983 an der Universität Augsburg promoviert. Dort habilitierte er sich auch im Jahr 1988 über mathematische Modelle für Transport und Sorption gelöster Stoffe in porösen Medien. 
Nach einer Zeit als Oberassistent an der Universität Augsburg wurde er im Jahr 1992 Forschungsgruppenleiter für Numerische Mathematik am Weierstraß-Institut für Angewandte Analysis und Stochastik. Im Jahr 1994 folgte er Hubertus Weinitschke auf dem Lehrstuhl für Angewandte Mathematik I an der Friedrich-Alexander-Universität Erlangen-Nürnberg, den er trotz mehrerer Rufe auf andere Lehrstühle 26 Jahre innehatte. Dort nahm er auch Leitungsaufgaben als Dekan, Senator und Departmentssprecher wahr. Im Jahr 2018 war er Argyris-Gastprofessor an der Universität Stuttgart, mit auch nach seiner Emeritierung weitergehenden Verbindungen. Er ist weiterhin aktiv, insbesondere als Autor von mathematischen Lehrbüchern. Er ist verheiratet mit der Bodenkundlerin Ingrid Kögel-Knabner. Das Paar hat zwei erwachsene Töchter.

## Werk
Peter Knabner ist Autor von ca. 200 peer-reviewed Publikationen der Angewandten Analysis, der Numerischen Mathematik und der Hydrogeologie. Er ist Autor und Mitautor von weit über 10 Monographien und Lehrbüchern, darunter zur Numerik partieller Differentialgleichungen, Mathematischen Modellierung und zur Linearen Algebra und ist Mitherausgeber von Computational Geosciences. Er hat über 30 Doktoranden und Habilitanden betreut, aus denen eine Vielzahl von Professorinnen und Professoren hervorgegangen sind.
Seit den 1980er-Jahren konzentriert sich Knabner auf die Herleitung, Analysis und numerische Approximation von mathematischen Modellen für Fließen und Transport in porösen Medien, mit dem Ziel neben Beiträgen zur Mathematik auch solche zu den betroffenen Realwissenschaften, insbesondere der Hydrogeologie, zu leisten. Das Spektrum reicht mittlerweile bis zu Mehrphasen-Mehrkomponenten-Strömungen, mit verschwindenden/entstehenden Phasen, allgemeinen chemischen Reaktionen und aufgrund dessen evolvierenden porösen Medien.

## Ausgewählte Lehrbücher
- mit Lutz Angermann: Numerical Methods for Elliptic and Parabolic Partial Differential Equations (= Texts in Applied Mathematics. 44). Springer, New York 2003, ISBN 0-387-95449-X, 2. stark erweiterte Auflage 2021, ISBN 978-3-030-79384-5.
- mit Christof Eck, Harald Garcke: Mathematische Modellierung. 2. Auflage. Springer, Berlin/Heidelberg 2011, ISBN 978-3-662-54334-4.
- mit Wolf Barth: Lineare Algebra. Grundlagen und Anwendungen. Springer Spektrum, Berlin/Heidelberg 2013, ISBN 978-3-642-32186-3, 2. erweiterte Auflage 2018, ISBN 978-3-662-55599-6.